# Puccinia nakanishikii
Puccinia nakanishikii är en svampart som beskrevs av Dietel 1905. Puccinia nakanishikii ingår i släktet Puccinia och familjen Pucciniaceae.   Inga underarter finns listade i Catalogue of Life.